# جون دودغ
جون دودغ (بالإنجليزية: John Dodge)‏ هو لاعب كرة قاعدة أمريكي، ولد في 27 أبريل 1889 في بوليفار في الولايات المتحدة، وتوفي في 19 يونيو 1916 في موبيل في الولايات المتحدة.